# Phasentransferkatalyse
Die Phasentransferkatalyse (PTC) ist ein chemischer Prozess, bei dem die Reaktanten in mindestens zwei nicht mischbaren Phasen vorliegen. Dabei wird einem der Reaktanten durch einen Phasentransferkatalysator der Durchtritt durch die Phasengrenze in die Phase ermöglicht, in welcher der chemische Prozess abläuft.

## Allgemeines
In der Praxis handelt es sich bei den Phasen oft um Wasser und ein organisches Lösungsmittel. Der transferierte Reaktant ist in der Regel ein Ion, das normalerweise nicht in der organischen Phase löslich ist und von der wässrigen Phase in die organische Phase übergeht. Oft transferierte Anionen sind z. B. das Hydroxid-Ion, das Cyanid-Ion oder ein Oxidationsmittel wie Permanganat, aber auch Kationen können aus der wässrigen in die organische Phase transferiert werden.

Phasentransferkatalyse mit Q^{+} als Quartäres Ammoniumion als Katalysator

Als Phasentransferkatalysatoren für Anionen dienen häufig quartäre Ammoniumsalze, der Transfer von Kationen in eine organische Phase geschieht z. B. mit Hilfe von Kronenethern.
In der inversen Phasentransferkatalyse wird das Substrat, zum Beispiel Carbonsäurehalogenide, mittels eines inversen Phasentransferkatalysators, etwa Pyridin-Derivaten, in die wässrige Phase geschleppt und kann dort reagieren.

## Beispiele
Die Phasentransferkatalyse (PTC) ist auf viele Arten von Reaktionen anwendbar. Ein Beispiel ist die nukleophile Substitution. Eine Reaktion von in wässriger Phase vorliegendem Natriumcyanid und einem Alkylhalogenid wie 1-Bromoctan in der organischen Phase findet unter nicht-katalysierten Bedingungen nicht statt. Durch die Zugabe von Phasentransferkatalysatoren wie Phosphonium-Salzen (z. B.  Hexadecyltributylphosphoniumbromid) werden Cyanid-Ionen leicht in die organische Phase überführt und reagieren dort quantitativ mit dem Alkylhalogenid zu 1-Cyanooctan.
C8H17Br(org) +  NaCN(aq) → C8H17CN(org) +  NaBr(aq) (katalysiert durch R4P+Br− PTC)
Eines der ersten Beispiele für die Phasentransferkatalyse wurde 1960 von Mieczysław Mąkosza entdeckt und 1965 veröffentlicht. Dabei handelt es sich um eine Alkylierung von Phenylacetonitril mit Hilfe eines Alkylchlorids, eines quartären Ammoniumsalzes als Katalysator und einer wässrigen Natriumhydroxidphase (Natronlauge):
Ein weiteres Beispiel ist die Cycloaddition von in situ erzeugtem Dichlorcarben an einem Cyclohexen mit Hilfe der Phasentransferkatalyse. Hierbei entsteht 7,7-Dichlornorcaran: 
Nachfolgende Arbeiten von Herriott und Picker zeigten, dass viele solche Reaktionen durch den Einsatz von quartären Ammoniumverbindungen im System Wasser/Benzol bei Raumtemperatur durchgeführt werden können. Durch den Einsatz chiraler Phasentransferkatalysatoren kann gegebenenfalls in bestimmten Reaktionen ein stereoselektiver Effekt erzielt werden.
Durch die PTC können bestimmte Reaktionen bei höheren Umsatzraten und Ausbeuten mit weniger Nebenprodukten durchgeführt werden. Auch kann oft der Bedarf für teure Lösungsmittel, die beide Reaktanten lösen würden, reduziert werden und erlaubt die Verwendung von preiswertem Wasser und gängigen organischen Lösungsmitteln.
Die Anwendung der PTC ist aber nicht auf das System Wasser/organisches Lösungsmittel beschränkt, sie kann auch bei Fest/Flüssig- oder Flüssig/Gas-Reaktionen angewandt werden.